# 保羅·漢隆
保羅·漢隆（英語：Paul Hanlon；1990年1月20日—）是一位蘇格蘭足球運動員。在場上的位置是後衛。他現在效力於蘇格蘭足球超級聯賽球隊喜伯年。他也代表蘇格蘭各級青年國家足球隊參賽。